# Gilly-sur-Isère
Gilly-sur-Isère (früher italienisch Gillì) ist eine französische Gemeinde mit 3.109 Einwohnern (Stand: 1. Januar 2022) im Département Savoie in der Region Auvergne-Rhône-Alpes. Gilly-sur-Isère gehört zum Kanton Albertville-2 im Arrondissement Albertville.

## Geografie

### Lage
Gilly-sur-Isère liegt auf 343 m am Fluss Isère, etwa 35 Kilometer ostnordöstlich der Präfektur Chambéry, 61 Kilometer südsüdöstlich der Stadt Genf und 72 Kilometer nordöstlich der Stadt Grenoble (Luftlinie). Die Gemeinde ist Teil des Siedlungsgebietes von Albertville. Umgeben wird Gilly-sur-Isère von den Nachbargemeinden Mercury im Norden, Albertville im Osten, Grignon im Südosten, Monthion und Notre-Dame-des-Millières im Süden, Tournon im Südwesten sowie Verrens-Arvey im Westen.

### Topographie
Die Fläche des 7,03 km² großen Gemeindegebiets umfasst einen Abschnitt der Combe de Savoie, des Isère-Tals zwischen Albertville und Montmélian. Es erstreckt sich über die etwa zwei Kilometer breite Schwemmebene auf beiden Seiten des Flusses und schließt im Norden einen etwa 100 Meter hohen Geländeanstieg ein, der zu den Ausläufern der Bauges gehört, einem voralpinen Kalksteinmassiv. Das Siedlungsgebiet ist mit demjenigen von Albertville zusammengewachsen und besteht neben dem Ortskern von Gilly aus den Teilen La Rachy, Le Nant des Martins und La Montaz. Die landwirtschaftliche Nutzung der Talebene macht 45,6 % der Gemeindefläche aus, während die restlichen Naturflächen hauptsächlich mit Bäumen bewachsen sind (10,5 %). Die bebaute Fläche summiert sich zu 19,4 %, diejenige von Gärten und kommunalen Grünflächen 11,3 %.

## Geschichte
Zur Römerzeit durchquerte die Straßenverbindung zwischen Mailand und Vienne das Gemeindegebiet, auf dem die Überreste einer römischen Villa und weiterer Bauten freigelegt wurden. Gilly besaß bereits 1170, als die Pfarreien im Isère-Tal erstmals urkundlich erfasst wurden, eine Kirche (Ecclesia de Giliaco). Der Ortsname geht auf den gallo-römischer Eigennamen Gillius zurück. In Gilly bestand im Mittelalter eine kleine Herrschaft, die unter der Oberhoheit der Grafen von Savoyen stand und 1590 zur Baronnie erhoben wurde.

## Sehenswürdigkeiten
- 1970 wurden die Reste einer gallorömischen Villa entdeckt, seit 1984 ist diese als Monument historique geschützt.[4] In der Folgezeit kamen die Mauerreste weiterer Gebäude sowie zwei Aquädukte und gepflasterte Wege zum Vorschein.

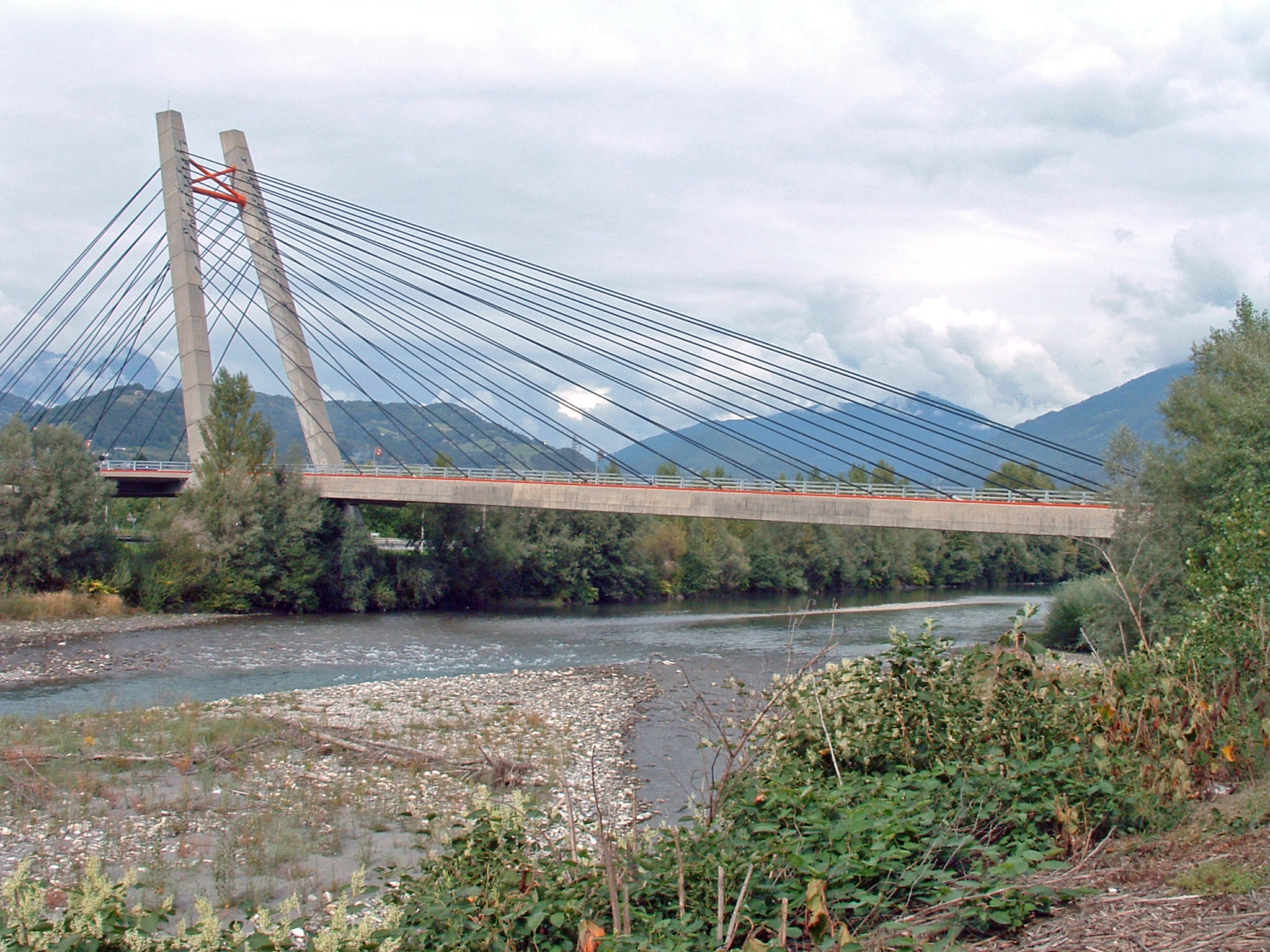
Die Straßenbrücke Pont de Gilly

- Die Dorfkirche Saint-Jean-Baptiste ist ein Bau aus dem Jahre 1672, der Teile eines Chores aus dem 13. Jahrhundert wiederverwendet. Bemerkenswert ist ihr massiver, breiter Glockenturm.[5]
- Schloss Gilly aus dem Jahre 1630
- Wehrhaus Sondaz aus dem 15. Jahrhundert, 1673 umgebaut
- Straßenbrücke über die Isère aus dem Jahr 1990

## Bevölkerungsentwicklung
| Jahr                       | 1954 | 1962 | 1968 | 1975 | 1982 | 1990 | 1999 | 2006 | 2018 |
| -------------------------- | ---- | ---- | ---- | ---- | ---- | ---- | ---- | ---- | ---- |
| Einwohner                  | 815  | 834  | 1008 | 1349 | 1829 | 2320 | 2457 | 2754 | 3029 |
| Quellen: Cassini und INSEE |      |      |      |      |      |      |      |      |      |

Mit 3109 Einwohnern (Stand 1. Januar 2022) gehört Gilly-sur-Isère zu den mittelgroßen Gemeinden des Départements Savoie. Nachdem die Einwohnerzahl während des 19. und 20. Jahrhunderts stabil bei etwa 700 Einwohnern gelegen hatte, setzte in den 1960er Jahren eine sprunghafte Bevölkerungszunahme ein. Diese ist auf die Urbanisierung von Albertville zurückzuführen, die Gilly zu einem Vorort dieser Stadt machte. Die Ortsbewohner von Gilly-sur-Isère werden auf Französisch Gillerain(e)s genannt.

## Wirtschaft und Infrastruktur
Gilly-sur-Isère war bis weit ins 20. Jahrhundert hinein ein vorwiegend durch die Landwirtschaft geprägtes Dorf. Daneben gibt es heute viele verschiedene Betriebe des lokalen Kleingewerbes und einige mittelständische Betriebe. Mittlerweile hat sich das Dorf auch zu einer Vorortgemeinde von Albertville entwickelt, deren Erwerbstätige in Albertville und Umgebung ihrer Arbeit nachgehen.
Die zweispurige Route nationale 90 führt durch die Gemeinde und geht an ihrem Westrand in die Autobahn A430 über, die die Verbindung mit dem regionalen Autobahnnetz herstellt. Departementsstraßen verbinden den Ort mit seinen verschiedenen Nachbargemeinden.
Die Bahnstrecke Saint-Pierre-d’Albigny–Bourg-Saint-Maurice verläuft ebenfalls durch das Isère-Tal und hat einen größeren Bahnhof in Albertville. Als Flughäfen in der Region kommen Chambéry-Savoie (Entfernung 58 km) und Genf (96 km) in Frage.

### Bildung
In Gilly-sur-Isère befinden sich eine Vorschule (école maternelle) und eine Grundschule (école primaire).